# Lunda, Lovön
Lunda är en småort i Ekerö kommun belägen på sydvästra Lovön i Lovö socken.